# ارفاد حميد (القفر)

تعديل مصدري - تعديل

ارفاد حميد محلة تابعة لقرية وقاح، التابعة لعزلة بني سباء بمديرية القفر إحدى مديريات محافظة إب في الجمهورية اليمنية، بلغ تعداد سكانها 161 حسب تعداد اليمن لعام 2004.